# Lillian Copeland
Lillian Copeland (Nova York, 25 de novembro de 1904 – Los Angeles, 7 de julho de 1964) foi uma atleta e campeã olímpica norte-americana, especializada em várias modalidades do atletismo de campo, recordista americana e mundial no lançamento de disco, arremesso de peso e lançamento do dardo.
Copeland competiu durante as décadas de formação da competição das mulheres no atletismo, onde várias das modalidades, especialmente as de campo, não tinham ainda participação olímpica. Consequentemente, suas conquistas não podem ser medidas apenas pelas medalhas olímpicas que conquistou no lançamento de disco. Ela se sobressaiu em todas as modalidades de arremesso; no peso ela foi cinco vezes campeã da Amateur Athletic Union entre 1924 e 1931; no lançamento do dardo foi campeã nacional em 1926 e 1931 e três vezes recordista mundial entre 1926 e 1928 quando estas  duas modalidades ainda não eram olímpicas; no lançamento de disco foi campeã em 1926 e 1927 e conseguiu o recorde norte-americano em 1932. Além da excelência nos arremessos, também brilhou nas pistas, integrando o revezamento feminino americano das 4x440 jardas que quebrou o recorde norte-americano na seletiva americana de 1928 e classificou-se para o Jogos de Amsterdã.
Amsterdã 1928 foi a primeira Olimpíada a incluir o atletismo feminino. Como a única modalidade de campo permitida para as mulheres foi o lançamento de disco, Copeland pode competir apenas nele. Conquistou a medalha de prata com um lançamento de 37,08 m perdendo para a polonesa Halina Konopacka, que estabeleceu nova marca mundial de 39,62 m.
Depois dos Jogos ela foi estudar Direito na Universidade do Sul da Califórnia e deixou de focar nos esportes. Porém, como os próximos Jogos eram em casa, Los Angeles 1932, voltou a participar de competições e classificou-se para o disco após vencer a seletiva; na final em Los Angeles, conseguiu um lançamento vencedor na quinta e última tentativa, 40,58 m, recorde olímpico, ultrapassando a marca de Konopacka em Amsterdã.
Copeland preparou-se para defender seu título em Berlim 1936; porém, sendo judia, diante das políticas esportivas nazistas que excluíram os judeus da equipe alemã naqueles Jogos por decreto de Adolf Hitler, recusou-se a competir e não foi a Berlim. Sua última participação em competições internacionais foi nas Macabíadas de 1935, em Tel Aviv, onde venceu suas três modalidades.